# Тракторный завод Schönebeck

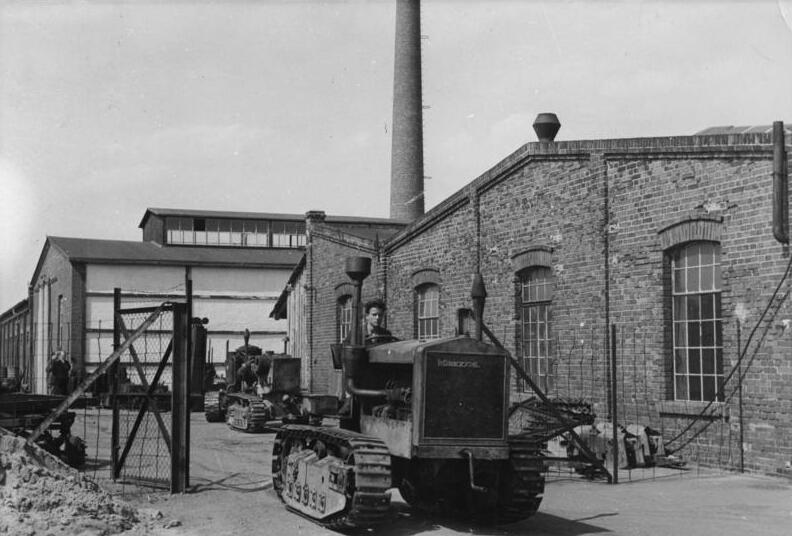
Тракторный завод Schönebeck в 1948 году

Тракторный завод Schönebeck — завод по производству тракторов в городе Шёнебек, был единственным производителем тракторов в ГДР с середины 1960-х годов.
Завод расположен на восточной окраине города.
Свою историю он ведёт с 1885 года. Тогда в Шёнебеке была создана мастерская по производству велосипедов Weltrad. Затем завод занимался выпуском велосипедов, колясок, запасных частей для тракторов. В 1948 году завод освоил выпуск тракторов.

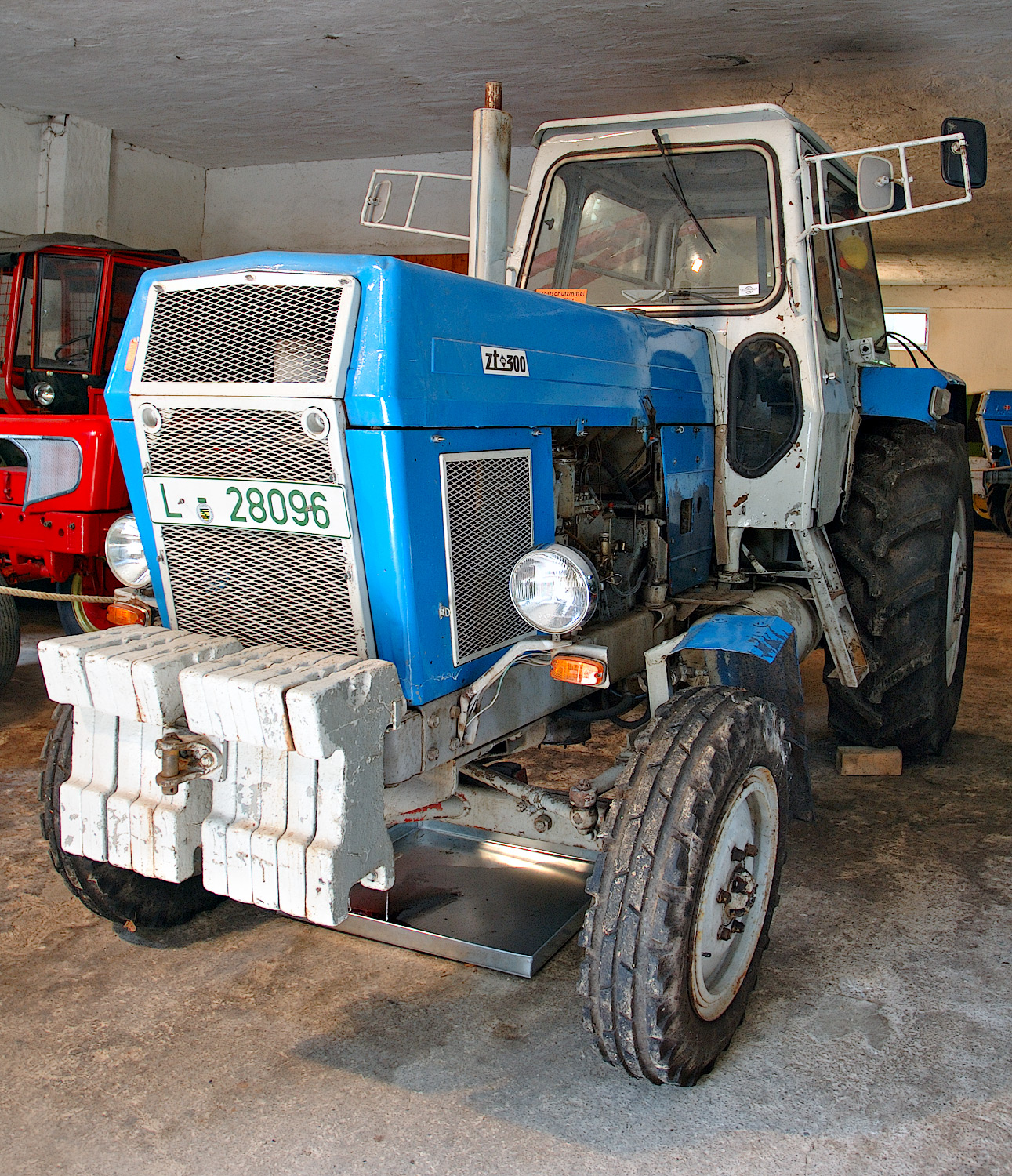
Трактор ZT 300

Завод выпускал колёсные трактора серий:
- ZT 300
- ZT 303
- ZT 320
- ZT 323

Кроме того выпускались тракторные самоходные шасси RS08 и RS09.